# Bad Kreuznach (stad)
Bad Kreuznach is een kuuroord in de Duitse deelstaat Rijnland-Palts. Het is de Kreisstadt van de Landkreis Bad Kreuznach. De stad telt 51.310 inwoners.

## Geografie

### Klimaat
| Maand                                | jan   | feb   | mrt   | apr  | mei  | jun  | jul  | aug  | sep  | okt  | nov  | dec   | Jaar  |
| ------------------------------------ | ----- | ----- | ----- | ---- | ---- | ---- | ---- | ---- | ---- | ---- | ---- | ----- | ----- |
| Hoogste maximum (°C)                 | 16,2  | 19,4  | 25,0  | 30,5 | 34,6 | 39,3 | 39,7 | 39,5 | 33,6 | 27,6 | 23,0 | 16,5  | 39,7  |
| Gemiddeld maximum (°C)               | 4,9   | 6,7   | 11,6  | 16,9 | 20,8 | 24,3 | 26,4 | 26,1 | 21,2 | 14,9 | 8,9  | 5,6   | 15,7  |
| Gemiddelde temperatuur (°C)          | 2,3   | 3,0   | 6,6   | 10,8 | 14,9 | 18,3 | 20,1 | 19,6 | 15,2 | 10,2 | 6,0  | 3,1   | 10,8  |
| Gemiddeld minimum (°C)               | −0,5  | −0,4  | 2,1   | 5,0  | 8,9  | 12,2 | 14,2 | 13,7 | 10,1 | 6,3  | 3,1  | 0,5   | 6,3   |
| Laagste minimum (°C)                 | −20,2 | −22,1 | −15,4 | −6,0 | −1,6 | 2,1  | 5,0  | 3,7  | 0,2  | −5,5 | −9,6 | −17,8 | −22,1 |
|                                      |       |       |       |      |      |      |      |      |      |      |      |       |       |
| Neerslag (mm)                        | 39,0  | 38,0  | 36,0  | 33,0 | 52,0 | 51,0 | 56,0 | 51,0 | 43,0 | 48,0 | 42,0 | 50,0  | 539,0 |
| Bron: Bad Kreuznach Wetter und Klima |       |       |       |      |      |      |      |      |      |      |      |       |       |

## Geboren
- Christian Zwilling (1738-1800), theoloog, prediker en dominee
- Eberhard Anheuser (1805-1880), zakenman
- Erasmus Bernhard van Dulmen Krumpelman (1897-1987), kunstschilder
- Günter Verheugen (1944), politicus
- Julia Klöckner (1972), politica
- Yann Peifer (1974), danceproducer
- Manuel Friedrich (1979), voetballer
- Matthias de Zordo (1988), atleet
- Jannik Huth (1994), voetballer

## Galerij

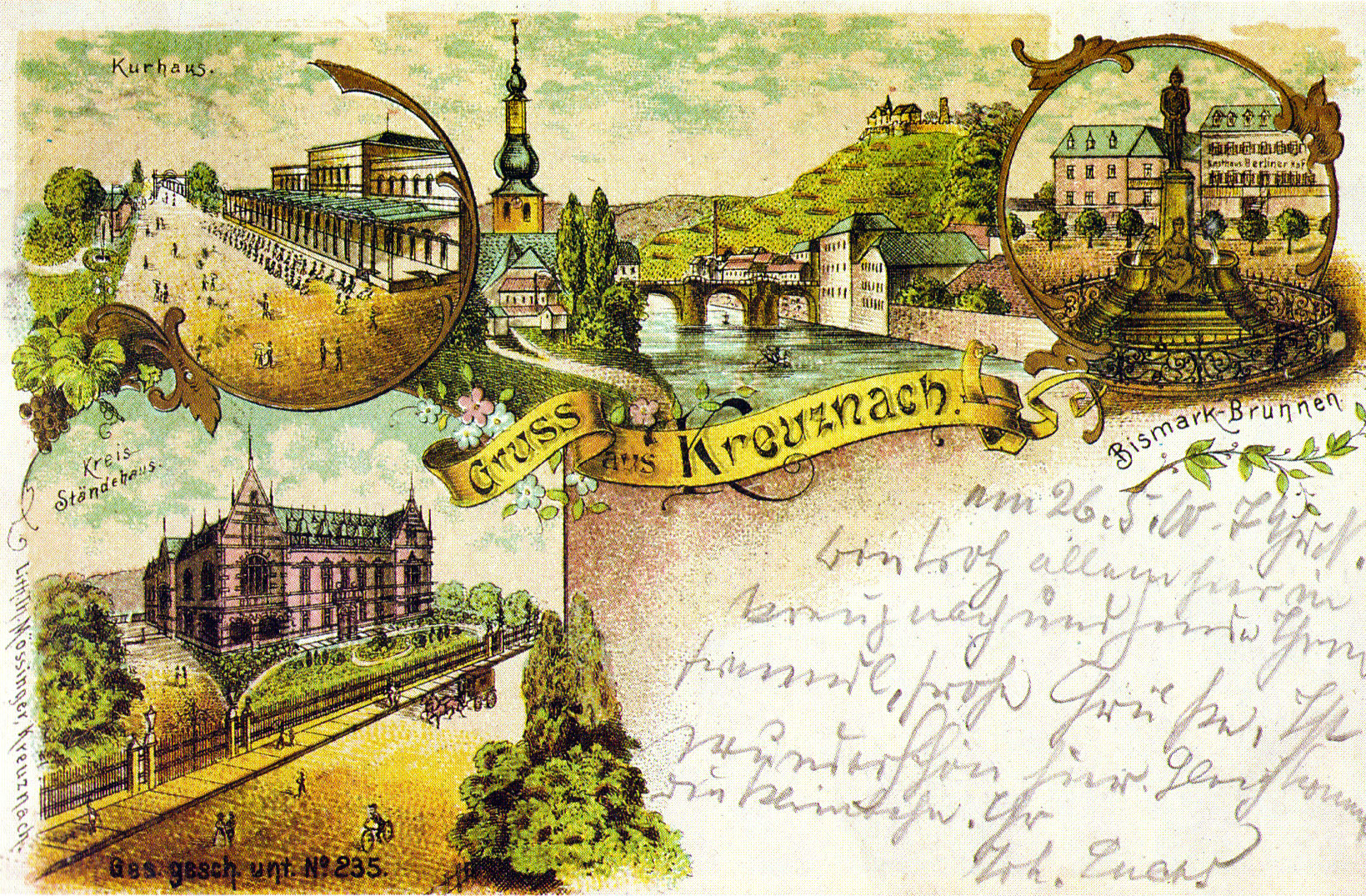
Een briefkaart uit Bad Kreuznach, ca. 1900
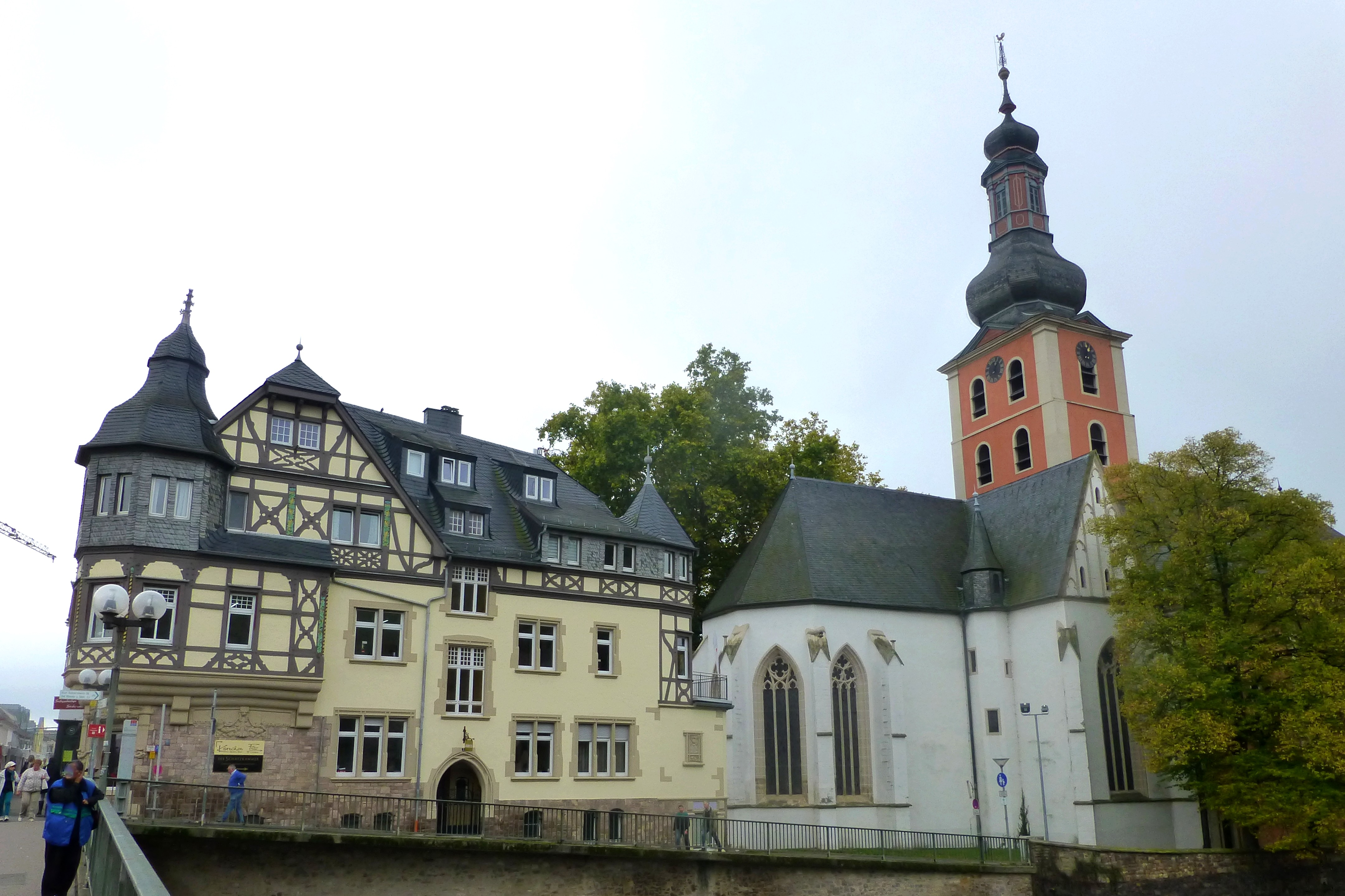
De Pauluskirche in Bad Kreuznach